# Bridget O'Donnel
Bridget O'Donnel est une femme irlandaise qui incarne, par son témoignage et par le dessin qui la représente avec ses deux enfants, les victimes de la grande famine qui sévit au milieu du XIXe siècle en Irlande, à la suite de la baisse drastique des récoltes de pomme de terre causée par le mildiou.

## Biographie
Le 22 décembre 1849, le journal londonien The Illustrated London News propose le témoignage de Bridget O'Donnel comme illustration de la grande famine irlandaise et de la politique d'expulsion des fermiers menée par les grands propriétaires :

« Mon mari louait 4,5 acres de terre et 3 acres de tourbière ; notre loyer annuel était de 7 livres et 4 shillings ; nous avons été expulsés en novembre dernier ; il devait du loyer. […] J’étais alors alitée avec la fièvre. Dan Sheedey et cinq ou six hommes sont venus pour démolir ma maison. Ils voulaient que je la leur remette. J’ai dit que je ne le ferais pas ; j’avais la fièvre et j’étais à deux mois de mon accouchement ; ils ont commencé à abattre la maison, et l’avaient à moitié abattue quand deux voisines, Nell Spellesley et Kate How, m’ont portée au dehors. Le prêtre et docteur s’est occupé de moi peu après. Le père Meehan m’a donné les sacrements. On m’a portée dans une cabane, et je suis restée allongée pendant huit jours, quand j’ai donné naissance à un enfant mort-né. Je suis restée couchée trois semaines. Toute ma famille a attrapé la fièvre, et un garçon de treize ans est mort de faim et de privations alors que la maladie nous terrassait. »

Bridget O'Donnel et ses deux filles survivantes sont emmenées au workhouse de Kilrush. Une femme du même nom et sa fille émigrent en 1850, à partir de Kilrush, à New York en passant par Liverpool. Probablement est-ce la même personne,. On peut penser que son mari a émigré aux  États-Unis avant l'éviction de la famille de sa ferme et qu'ainsi il a pu économiser et envoyer à sa femme de quoi financer le voyage. 
Comme cette famille, les paysans les plus souvent expulsés cultivent de très petites surfaces, moins de 5 acres (2 hectares) de terres, et ne peuvent pas payer le loyer pour ces terres, alors que sévit la famine.

## Symbole
Bridget O'Donnel incarne la femme héroïque qui défie les propriétaires. Son portrait avec ses deux filles, réalisé par James Mahony (en), publié dans le journal londonien The Illustrated London News en complément de l'article, donne un visage à la famine et fait de Bridget O'Donnel une incarnation symbolique,. Dès 1847, James Mahony publie des dessins de femmes avec des enfants, comme des Vierge à l'Enfant, pour illustrer la famine. Toutefois, ce dessin, dont les personnages sont plus émaciés et sont plus habillés en haillons que dans les travaux publiés précédemment par James Mahony, dégage une impression étrange, notamment par le contraste entre les traits fins du visage, le corps presque androgyne et les longs membres fins.   
Ce dessin est sans doute la représentation la plus répandue actuellement de la grande famine irlandaise. Une statue en bronze, sculptée par Elizabeth McLaughlin, qui est une copie sculpturale de ce dessin, a été érigée à Roscommon en 1999.  
D'autre part, le fait que les propres mots de Bridget O'Donnel, prononcés par une femme pauvre, soient repris tels quels dans cet article, probablement par James Mahony lui-même, est une nouveauté.